# Lago de Massaciuccoli
El lago de Massaciuccoli es un lago costero de la Toscana, en la provincia de Lucca y con límite meridional en la provincia de Pisa. El lago y el área palustre que lo rodea forma parte del sitio Ramsar Lago y pantanos de Massaciuccoli, y del Parque natural de Migliarino, San Rossore y Massaciuccoli.

## Características
El lago tiene una superficie de 6,9 km2 y una profundidad máxima de 2,9 m, en la llanura costera comprendida entre Pisa y Viareggio, al pie de los Alpes Apuanos occidentales. El lago es el remanente de una considerable extensión lacustre y palustre que ocupaba la mayor parte de la llanura litoral adyacente. El lago se encuentra a 6 km al sudeste de VIareggio y a 4 km del mar. Está rodeado de una frondosa vegetación formada por ciperáceas (Cladium mariscus), juncos y carrizos, que se adentran en el lago, cuyo fondo es arenoso. La vegetación se recoge para producir esteras.
Entre la vegetación lacustre hay lentejas de agua, Ceratophyllum demersum, y Lemna gibba. En las orillas hay también helecho real y espadaña, y en las turberas, Sphagnum.

La fauna en el lago incluye tencas, lucios y anguilas. Entre los juncos habitan limícolas y palmípedas.

## Sitio Ramsar
El sitio Ramsar nº 2311 del Lago y los pantanos de Massaciuccoli, creado en 2017, ocupa 11,35 km2. Forma un humedal ecológicamente diverso en el norte de la Toscana, en una zona llana con un bosque mixto, suelos sedimentarios incrementados por el viento y las interacciones de los ríos Arno y Serchio y el mar. El sitio incluye las estrechas riberas de los dos ríos, los humedales del viejo delta del Arno, el lago de Massaciuccoli y turberas flotantes en islas de esteras. Los humedales son raros en la costa mediterránea. El sitio hospeda una gran variedad de especies, entre ellas, Artemisia caerulescens cretacea, que se encuentra solo en el centro de Italia, y Centaurea aplolepa subciliata, que es única en la costa del Tirreno.